# Лелічень
Лелічень, Лелічені (рум. Leliceni) — село у повіті Харгіта в Румунії. Адміністративний центр комуни Лелічень.
Село розташоване на відстані 213 км на північ від Бухареста, 3 км на південний схід від М'єркуря-Чука, 79 км на північ від Брашова.

## Населення
За даними перепису населення 2002 року у селі проживали 289 осіб, з них 288 осіб (99,7%) угорців. Рідною мовою 288 осіб (99,7%) назвали угорську.